# Batushka
Batushka je bil poljski black metal projekt Krzysztofa "Христофора" Drabikowskiega (ang. one man band), ki ga je ustanovil leta 2015. Besedila skupine črpajo snov iz pravoslavne liturgije. Kljub temu da je bil Batushka one man band, je v živo nastopalo več ljudi, in sicer Krzysztof Drabikowski, Jacek Łazarow, Artur Grassmann in Paweł Wdowski.
Po izjemnem uspehu z izdajo albuma Litourgiya se je med člani skupine vnel prepir. Po več sodnih odločitvah sta se Krysiuk in Drabikowski odločila nadaljevati samostojno, oba pa sta obdržala ime Batushka (Drabikowski v cirilici). Tako trenutno obstajata dve skupini Batushka.

## Zgodovina
Novembra 2015 je skupina izdala svoj prvi singl "Yekteníya VII", ki je napovedoval prvi studijski album. 4. decembra 2015 je izšel prvenec Litourgiya, ki je odjeknil v mednarodni metal skupnosti in prejel zelo pohvalne kritike. Izdaji je sledila turneja po Ukrajini. Načrtovana je bila še vrsta koncertov po Rusiji in Belorusiji, a so bili zaradi protestov odpovedani. Leta 2016 so skupaj s skupinama Behemoth in Bölzer opravili turnejo po Poljski z naslovom "Rzeczpospolita Niewierna". Leta 2017 so nastopili na festivalih Wacken Open Air, Brutal Assault in Metaldays.

## Slog
Batushka preigravajo black metal z močnimi vplivi pravoslavne liturgične glasbe predvsem na vokalnem nivoju; pogosta je uporaba konstantnega moškega spremljevalnega tona, s katerim oponašajo petje pravoslavnih duhovnikov. Besedila so izključno sakralne narave, večinoma gre za pesnjenje molitev. 
Zasloveli so s svojo vizualno podobo. Na koncertih so oblečeni v črne meniške obleke, obraze imajo zakrite s kapucami in tančicami, kar še stopnjuje skrivnostnost. Celoten koncert je pravzaprav replika verskega obreda. Spremljevalni vokali med igranjem uporabljajo verske pripomočke, kot so zvonovi in raglje, pevec pa poje za oltarjem in s tem pooseblja duhovniško pridiganje. Med koncertom so prisotna dejanja prižiganja sveč ob oltarju, čaščenja ikone, ki krasi naslovnico albuma Litourgiya, in blagoslavljanja z vodo.

## Kontroverzije

### Protesti in grožnje
Predstavniki ruske pravoslavne cerkve so zaradi domnevne heretične in okultistične narave skupine pozvali k prepovedi organizacije koncertov v Rusiji. Opozorili so, da so nekateri člani Batushke verjetno tudi člani satanistične black metal skupine Behemoth in da imajo pesmi, čeprav religiozne vsebine, spremenjen pomen, na primer prva pesem, ki je psalm preroka Davida, le da je besedilo brano iz konca proti začetku, nekatere besede psalma pa so zamenjane z drugimi. Po grožnjah z nasiljem je Batushka koncerte v Rusiji odpovedala.

### Objava Krzysztofa Drabikowskega
Pevec, pisec glasbe in besedil ter ustanovitelj skupine Krzysztof Drabikowski je decembra 2018 na Instagramu uradno objavil, da pevec 
Bartłomiej Krysiuk ni več del Batushke. Nasprotno je malo zatem Krysiuk na Facebooku uradno objavil, da Drabikowski ni več del skupine. Zmeda je trajala do 30. decembra 2018, ko je Drabikowski na portal YouTube naložil videoposnetek, v katerem razlaga, da je izgubil dostop do vseh socialnih omrežij skupine in da ga hoče Krysiuk izriniti iz projekta. Drabikowski je pojasnil, da je sam v celoti napisal, odigral in sproduciral vse pesmi albuma Litourgiya, po tem, ko je ta postal izjemna uspešnica, pa je začel pisati drugi album. Krysiuk je material želel objaviti čim prej , a Drabikowski še ni bil povsem zadovoljen z izdelkom, zato ga je hotel še izpiliti. Kmalu je izvedel, da je Krysiuk najel druge ljudi, da posnamejo album in ga izdajo brez njegove vednosti. Prav tako je Krysiuk prevzel blagovno znamko Batushka in sam začel sklepati odločitve o turnejah. Ker se še vedno ne ve, kakšna je situacija in kdo natančno je ostal v skupini, je največji spletni arhiv metalskih skupin Encyclopaedia Metallum status Batushke do nadaljnega označil kot sporen oz. nedorečen.

### Razdor in delovanje v ločenih skupinah
6. maja 2019 je Drabikowski sporočil odločitev sodišča, da Bartłomiej Krysiuk do končne razsodbe ne sme izdajati glasbe in izvajati turnej pod blagovono znamko "Batushka". 13. maja 2019 je Drabikowska Batushka izdala prvi singl s prihajajočega albuma Панихида (slovensko: Rekvijem), imenovan "Песнь 1" (Pesem 1). Album je izšel 27. maja 2019.
15. maja 2019 pa je Krysiukova Batushka prek založbe Metal Blade Records na YouTubu izdala singl novega albuma Господи (Vsemogočni Bog), imenovan Polunosznica (Полунощница) (Polnočnica). Album naj bi izšel 12. junija 2019.
Trenutno torej obstajata dve skupini Batushka. Za ločevanje ene od druge se je Drabikowski odločil za ime v cirilici (Батюшка), medtem ko Krysiukova skupina ohranja latinizirano ime Batushka.

## Člani skupine
Člani skupine Batushka 2015-2018
- Христофор (Krzysztof "Derph" Drabikowski) – električna kitara, bas kitara, vokal, bobni
- Варфоломей (Bartłomiej "Bart" Krysiuk) – glavni vokal
- Мартин (Marcin "Beny" Bielemiuk) – bobni (2015–2018)

Člani v živo, 2015-2018
- Błażej Kasprzak – stranski vokal (2016–2018)
- Черный Монах (Patryk G.) – stranski vokal (2016–2018)
- Jaca (Jacek Wiśniewski)  – stranski vokal(2016–2018)
- Paluch (Artur Grassmann) – bas kitara (2016–2018)
- Wdowa (Paweł Wdowski) – električna kitara (2016–2018)
- P. (Paweł Bartulewicz) – električna kitara (2016)
- Jatzo (Jacek Łazarow) – bobni (2018)

Батюшка
- Лех – glavni vokal (2018–danes)
- Черный Монах (Patryk G.) – stranski vokal (2018–danes)
- Jatzo (Jacek Łazarow)  – bobni (2018–danes)

Batushka (Krysiuk)
- Paweł Jaroszewicz – bobni (2018–danes)
- Paluch (Artur Grassmann) – bas kitara (2018–danes)
- P. (Paweł Bartulewicz) – električna kitara (2018–danes)
- Błażej Kasprzak – stranski vokal (2018–danes)
- Jaca (Jacek Wiśniewski) – stranski vokal (2018–danes)
- Krzysztof Kingbein – bobni (2019–danes)

## Diskografija
Batushka
- Litourgiya (2015)

Батюшка (Drabikowski)
- Panihida (2019)

Batushka (Krysiuk)
- Hospodi (2019)
- Raskol (EP, 2020)